# Elecciones municipales de Arequipa de 2014
Las elecciones municipales de Arequipa de 2014 se llevaron a cabo el 5 de octubre de 2014 para elegir al alcalde y al Concejo Provincial de Arequipa para el periodo 2015-2018. La elección se celebró simultáneamente con elecciones regionales y municipales (provinciales y distritales) en todo el Perú.
Alfredo Zegarra Tejada (Arequipa Renace), a pesar de una importante pérdida de caudal electoral, ganó los comicios y resultó reelecto como alcalde provincial de Arequipa en la segunda victoria consecutiva de su movimiento regional. Víctor Rivera Chávez (Juntos por el Desarrollo de Arequipa), uno de los favoritos en las encuestas, alcanzó un cercano segundo lugar.

## Sistema electoral
La Municipalidad Provincial de Arequipa es el órgano administrativo y de gobierno de la provincia de Arequipa. Está compuesta por el alcalde y el Concejo Provincial.
La votación del alcalde y el concejo se realiza en base al sufragio universal, que comprende a todos los ciudadanos nacionales mayores de dieciocho años, empadronados y residentes en la provincia de Arequipa y en pleno goce de sus derechos políticos, así como a los ciudadanos no nacionales residentes y empadronados en la provincia de Arequipa.
El Concejo Provincial de Arequipa está compuesto por 15 regidores elegidos por sufragio directo para un período de tres (3) años, en forma conjunta con la elección del alcalde (quien lo preside). La votación es por lista cerrada y bloqueada. Se asigna a la lista ganadora los escaños según el método d'Hondt o la mitad más uno, lo que más le favorezca.

## Composición del Concejo Provincial de Arequipa
La siguiente tabla muestra la composición del Concejo Provincial de Arequipa antes de las elecciones.
| Partidos | Partidos             | Regidores |
| -------- | -------------------- | --------- |
|          | Arequipa Renace      | 9         |
|          | Fuerza Arequipeña    | 4         |
|          | Juntos por el Sur    | 1         |
|          | Alianza por Arequipa | 1         |

## Partidos y candidatos
A continuación se muestra una lista de los principales partidos y alianzas electorales que participaron en las elecciones:
| Candidatura | Candidatura | Partidos y alianzas | Candidato | Candidato                 | Ideología                                                             | Resultado previo | Resultado previo | Ref. |
| Candidatura | Candidatura | Partidos y alianzas | Candidato | Candidato                 | Ideología                                                             | Votos (%)        | Reg.             | Ref. |
| ----------- | ----------- | --- | --------- | ------------------------- | --------------------------------------------------------------------- | ---------------- | ---------------- | ---- |
|             | AR          | Lista - Arequipa Renace (AR) |           | Alfredo Zegarra Tejada    | Regionalismo arequipeño                                               | 40.46%           | 9                |      |
|             | FA          | Lista - Fuerza Arequipeña (FA) |           | José Falconí Picardo      | Regionalismo arequipeño                                               | 22.25%           | 4                |      |
|             | ATF         | Lista - Arequipa Tradición y Futuro (ATF) |           | Héber Cueva Escobedo      | Regionalismo arequipeño                                               | 5.87%            | 1                |      |
|             | DD          | Lista - Democracia Directa (DD) |           | Lorenzo Colque Arias      | Socialismo Nacionalismo de izquierda Ecologismo                       | 1.73%            | 0                |      |
|             | APP–C       | Lista - Alianza para el Progreso de Arequipa (APP–Concertación) – Alianza para el Progreso (APP) – Concertación en Pro de una Misión Sostenible (Concertación) |           | Mario Zúñiga Martínez     | Liberalismo económico Conservadurismo liberal Regionalismo arequipeño | 1.45%            | 0                |      |
|             | RN          | Lista - Restauración Nacional (RN) |           | Eddy Carpio Cuadros       | Liberalismo económico Humanismo cristiano Evangelismo                 | 1.34%            | 0                |      |
|             | UPP         | Lista - Unión por el Perú (UPP) |           | Carlos del Carpio Lazo    | Socialdemocracia Nacionalismo de izquierda                            | 0.97%            | 0                |      |
|             | AP          | Lista - Acción Popular (AP) |           | Carlos Guillén Santa Cruz | Partido atrapalotodo                                                  | 0.88%            | 0                |      |
|             | PPC         | Lista - Partido Popular Cristiano (PPC) |           | Luis Cáceres Angulo       | Democracia cristiana Conservadurismo social Liberalismo económico     | 0.58%            | 0                |      |
|             | SN          | Lista - Solidaridad Nacional (SN) |           | Deymor Centty Villafuerte | Conservadurismo liberal Liberalismo económico                         | Nuevo            | Nuevo            |      |
|             | SU          | Lista - Siempre Unidos (SU) |           | Flavio Calcina Quispe     | Partido atrapalotodo                                                  | Nuevo            | Nuevo            |      |
|             | FP          | Lista - Fuerza Popular (FP) |           | Freddy Lozano Benique     | Fujimorismo Conservadurismo social Populismo de derecha               | Nuevo            | Nuevo            |      |
|             | FA          | Lista - Frente Amplio (FA) |           | Carlos Dueñas Gutiérrez   | Socialismo Ecologismo Descentralización                               | Nuevo            | Nuevo            |      |
|             | PPS         | Lista - Perú Patria Segura (PPS) |           | Alexis Sarmiento Estaño   | Conservadurismo liberal Liberalismo económico                         | Nuevo            | Nuevo            |      |
|             | VP          | Lista - Vamos Perú (VP) |           | Luis Cáceres Velásquez    | Populismo Socialdemocracia                                            | Nuevo            | Nuevo            |      |
|             | AUGC        | Lista - Arequipa - Unidos por el Gran Cambio (AUGC) |           | Álvaro Mauricio Moscoso   | Regionalismo arequipeño                                               | Nuevo            | Nuevo            |      |
|             | JDA         | Lista - Juntos por el Desarrollo de Arequipa (JDA) |           | Víctor Rivera Chávez      | Regionalismo arequipeño                                               | Nuevo            | Nuevo            |      |

## Sondeos de opinión
Las siguientes tablas enumeran las estimaciones de la intención de voto en orden cronológico inverso, mostrando las más recientes primero y utilizando las fechas en las que se realizó el trabajo de campo de la encuesta. Cuando se desconocen las fechas del trabajo de campo, se proporciona la fecha de publicación.
Leyenda:
     Sondeo realizado en el periodo de prohibición legal de la difusión de sondeos de intención de voto.

#### Intención de voto
La siguiente tabla enumera las estimaciones ponderadas (sin incluir votos en blanco y nulos) de la intención de voto.
|                                                        |                |     |      |      |      |      |     |     |      |  |  |  |  |
| Elecciones regionales de 2014                          | 5 oct 2014     | —   | 26.7 | 22.6 | 14.3 | 11.2 | 4.3 | 4.0 | 4.1  |  |  |  |  |
|                                                        |                |     |      |      |      |      |     |     |      |  |  |  |  |
| Ipsos Perú/América                                     | 5 oct 2014     | ?   | 26.1 | 23.0 | 16.2 | –    | –   | –   | 3.1  |  |  |  |  |
| Amakella/Radio Yavarí                                  | 5 oct 2014     | ?   | 26.7 | 23.3 | 20.0 | 13.3 | –   | 3.3 | 3.4  |  |  |  |  |
| Ipsos Perú/El Comercio                                 | 26 sep 2014    | 300 | 33.3 | 20.6 | 17.5 | 14.3 | –   | –   | 12.7 |  |  |  |  |
| Amakella/Radio Yavarí                                  | 20–21 sep 2014 | 384 | 32.1 | 20.0 | 24.9 | 13.8 | –   | –   | 7.2  |  |  |  |  |
| Datum/CARA                                             | 22–27 ago 2014 | 323 | 27.3 | 15.8 | 31.9 | 5.0  | 6.0 | 4.2 | 4.6  |  |  |  |  |
| Instituto de Gobierno y Desarrollo Humano/La República | 23–24 ago 2014 | 519 | 35.2 | 20.4 | 22.2 | 13.0 | 3.7 | –   | 13.0 |  |  |  |  |
| Amakella/Radio Yavarí                                  | 2–3 ago 2014   | 384 | 40.4 | 10.3 | 23.6 | 10.3 | 4.4 | 2.5 | 16.8 |  |  |  |  |
| Universidad Tecnológica del Perú                       | 25 may 2014    | 384 | –    | 11.3 | 26.8 | 10.5 | –   | –   | 15.5 |  |  |  |  |

#### Preferencias de voto
La siguiente tabla enumera las preferencias de voto en bruto (incluyendo blancos, viciados y sin respuesta) y no ponderadas.
|                                                        |                |     |      |      |      |      |     |     |      |      |     |  |  |
| Elecciones regionales de 2014                          | 5 oct 2014     | —   | 22.1 | 18.7 | 11.8 | 9.2  | 3.6 | 3.3 | 17.4 | –    | 3.4 |  |  |
|                                                        |                |     |      |      |      |      |     |     |      |      |     |  |  |
| Amakella/Radio Yavarí                                  | 5 oct 2014     | ?   | 24   | 21   | 18   | 12   | –   | 3   | 10   | –    | 3   |  |  |
| Ipsos Perú/El Comercio                                 | 26 sep 2014    | 300 | 21   | 13   | 11   | 9    | –   | –   | 11   | 26   | 8   |  |  |
| Amakella/Radio Yavarí                                  | 20–21 sep 2014 | 384 | 24.2 | 15.1 | 18.8 | 10.4 | –   | –   | 14.1 | 10.4 | 5.4 |  |  |
| Datum/CARA                                             | 22–27 ago 2014 | 323 | 20.4 | 11.8 | 23.8 | 3.7  | 4.6 | 3.1 | 5.6  | 19.8 | 3.4 |  |  |
| Instituto de Gobierno y Desarrollo Humano/La República | 23–24 ago 2014 | 519 | 19   | 11   | 12   | 7    | 2   | –   | –    | 46   | 7   |  |  |
| Amakella/Radio Yavarí                                  | 2–3 ago 2014   | 384 | 16.4 | 4.2  | 9.6  | 4.2  | 1.8 | 1.0 | 15.6 | 43.8 | 6.8 |  |  |
| Universidad Tecnológica del Perú                       | 25 may 2014    | 384 | –    | 6.6  | 15.6 | 6.1  | –   | –   | 13.5 | 28.3 | 9.0 |  |  |

## Resultados

### Sumario general
| |                                                          |              |              |              |           |           |
| Partidos y coaliciones | Partidos y coaliciones                                   | Voto popular | Voto popular | Voto popular | Regidores | Regidores |
| Partidos y coaliciones | Partidos y coaliciones                                   | Votos        | %            | +/−          | Total     | +/−       |
| | Arequipa Renace (AR)                                     | 149,311      | 26.74        | –13.72       | 9         | ±0        |
| | Juntos por el Desarrollo de Arequipa (JDA)               | 126,416      | 22.64        | Nuevo        | 3         | +3        |
| | Arequipa - Unidos por el Gran Cambio (AUGC)              | 80,069       | 14.34        | Nuevo        | 2         | +2        |
| | Vamos Perú (VP)                                          | 62,526       | 11.20        | Nuevo        | 1         | +1        |
| | Fuerza Arequipeña (FA)                                   | 24,083       | 4.31         | –17.94       | 0         | –4        |
| | Arequipa Tradición y Futuro (ATF)                        | 22,559       | 4.04         | n/a          | 0         | –1        |
| | Alianza para el Progreso de Arequipa (APP–Concertación)1 | 15,165       | 2.72         | +1.27        | 0         | ±0        |
| | Siempre Unidos (SU)                                      | 12,274       | 2.20         | Nuevo        | 0         | ±0        |
| | Fuerza Popular (FP)                                      | 11,995       | 2.15         | Nuevo        | 0         | ±0        |
| | Acción Popular (AP)                                      | 11,882       | 2.13         | +1.25        | 0         | ±0        |
| | Solidaridad Nacional (SN)                                | 8,960        | 1.60         | Nuevo        | 0         | ±0        |
| | Unión por el Perú (UPP)                                  | 8,153        | 1.46         | +0.49        | 0         | ±0        |
| | Partido Popular Cristiano (PPC)                          | 7,289        | 1.31         | +0.73        | 0         | ±0        |
| | Restauración Nacional (RN)                               | 6,315        | 1.13         | –0.21        | 0         | ±0        |
| | Democracia Directa (DD)2                                 | 4,872        | 0.87         | –0.86        | 0         | ±0        |
| | Frente Amplio (FA)                                       | 4,517        | 0.81         | Nuevo        | 0         | ±0        |
| | Perú Patria Segura (PPS)                                 | 1,907        | 0.34         | Nuevo        | 0         | ±0        |
| |                                                          |              |              |              |           |           |
| Total | Total                                                    | 558,293      |              |              | 15        | ±0        |
| |                                                          |              |              |              |           |           |
| Votos válidos | Votos válidos                                            | 558,293      | 82.55        | +0.27        |           |           |
| Votos en blanco | Votos en blanco                                          | 58,135       | 8.60         | –1.82        |           |           |
| Votos nulos | Votos nulos                                              | 59,847       | 8.85         | +1.55        |           |           |
| Votos emitidos | Votos emitidos                                           | 676,275      | 87.11        | –1.68        |           |           |
| Abstenciones | Abstenciones                                             | 100,067      | 12.89        | +1.68        |           |           |
| Votantes registrados | Votantes registrados                                     | 776,342      |              |              |           |           |
| |                                                          |              |              |              |           |           |
| Fuente: |                                                          |              |              |              |           |           |
| Notas al pie: 1 Comparado con los resultados del Alianza para el Progreso (APP) en las elecciones de 2010. 2 Comparado con los resultados de Fonavistas del Perú (FDP) en las elecciones de 2010. |                                                          |              |              |              |           |           |
| Notas al pie: |                                                          |              |              |              |           |           |
| 1 Comparado con los resultados del Alianza para el Progreso (APP) en las elecciones de 2010. 2 Comparado con los resultados de Fonavistas del Perú (FDP) en las elecciones de 2010.               |                                                          |              |              |              |           |           |

## Elecciones municipales distritales

### Resultados por distrito
La siguiente tabla enumera el control de los distritos de la provincia de Arequipa. El cambio de mando de una organización política se resalta del color de ese partido.
| Distrito                      | Alcalde(sa) titular       | Partido político | Partido político            | Alcalde(sa) electo(a)     | Partido político | Partido político          |
| ----------------------------- | ------------------------- | ---------------- | --------------------------- | ------------------------- | ---------------- | ------------------------- |
| Alto Selva Alegre             | Omar Candia Aguilar       |                  | Arequipa Renace             | Omar Candia Aguilar       |                  | Arequipa Renace           |
| Cayma                         | Oswaldo Muñiz Huillca     |                  | Arequipa Renace             | Harberth Zúñiga Herrera   |                  | Arequipa Renace           |
| Cerro Colorado                | Manuel Vera Paredes       |                  | Se Demostró con Obras       | Manuel Vera Paredes       |                  | Se Demostró con Obras     |
| Characato                     | Ángel Linares Portilla    |                  | Arequipa Renace             | Ángel Linares Portilla    |                  | Arequipa Renace           |
| Chiguata                      | Gregorio Corrales Delgado |                  | Arequipa Avancemos          | Gregorio Corrales Delgado |                  | Arequipa Avancemos        |
| Jacobo Hunter                 | Santiago Manrique Veliz   |                  | Arequipa Avancemos          | Simón Balbuena Marroquín  |                  | Recuperemos Hunter        |
| José Luis Bustamante y Rivero | Óscar Zúñiga Rosas        |                  | Arequipa Renace             | Ronald Ibáñez Barreda     |                  | Arequipa Renace           |
| La Joya                       | Juan Herrera Obando       |                  | Arequipa Renace             | Gilmar Luna Boyer         |                  | Arequipa Renace           |
| Mariano Melgar                | Óscar Ayala Arenas        |                  | Fuerza Arequipeña           | Edwin Martínez Talavera   |                  | Acción Popular            |
| Miraflores                    | Germán Torres Chambi      |                  | Fuerza Arequipeña           | Germán Torres Chambi      |                  | Fuerza Arequipeña         |
| Mollebaya                     | Alberto Juárez Palaco     |                  | Fuerza Arequipeña           | Tito Zegarra Lajo         |                  | Arequipa Renace           |
| Paucarpata                    | Marcio Soto Rivera        |                  | Paucarpata Desarrollo Total | Luis Cornejo Nova         |                  | Arequipa Avancemos        |
| Pocsi                         | Antonio Rodríguez Muñoz   |                  | Fuerza Arequipeña           | Dennis Cornejo Soto       |                  | Juntos por el Desarrollo  |
| Polobaya                      | Luis Gonzales Adrián      |                  | Arequipa Renace             | Toribio Choque Cosi       |                  | Vamos Arequipa            |
| Quequeña                      | José Palomino Aguilar     |                  | Arequipa Renace             | José Palomino Aguilar     |                  | Arequipa Renace           |
| Sabandía                      | Santos Salinas Valencia   |                  | Arequipa Renace             | Santos Salinas Valencia   |                  | Arequipa Renace           |
| Sachaca                       | Emilio Diaz Pinto         |                  | Sachaca con Trabajo         | Evaristo Calderón Núñez   |                  | Arequipa Renace           |
| San Juan de Siguas            | Bernabé Llosa Briceño     |                  | Acción Popular              | Paul Cuadros Portugal     |                  | Fuerza Arequipeña         |
| San Juan de Tarucani          | Floro Choque Vilca        |                  | Restauración Nacional       | Eustaquio Valero Valero   |                  | Vamos Perú                |
| Santa Isabel de Siguas        | Herminio Pacheco Mena     |                  | Fuerza Arequipeña           | César Carrasco Gómez      |                  | Fuerza Popular            |
| Santa Rita de Siguas          | Rufo Minaya Contreras     |                  | Alianza por Arequipa        | Antonio Mestas Quispe     |                  | Acción Popular            |
| Socabaya                      | Wuilber Mendoza Aparicio  |                  | Arequipa Renace             | Alexi Rivera Cano         |                  | Fuerza Arequipeña         |
| Tiabaya                       | Miguel Cuadros Paredes    |                  | Fuerza Arequipeña           | Víctor de La Vega Astete  |                  | Vamos Perú                |
| Uchumayo                      | Vidal Pinto Paredes       |                  | Arequipa Primero            | Gilmar Luna Boyer         |                  | Uchumayo Merece Más       |
| Vítor                         | Cristhian Cuadros Treviño |                  | Partido Aprista Peruano     | Sandra Bolaños de Zenteno |                  | Acción Popular            |
| Yanahuara                     | Elvis Delgado Bacigalupi  |                  | Arequipa Renace             | Elvis Delgado Bacigalupi  |                  | Arequipa Renace           |
| Yarabamba                     | Celia Torres Valdivia     |                  | Arequipa Renace             | Tomás Delgado López       |                  | Unidos por el Gran Cambio |
| Yura                          | Luis Fuentes Salas        |                  | Arequipa Avancemos          | Luis Gómez Ramírez        |                  | Unidos por el Gran Cambio |